# Chrysis ruddii
Chrysis ruddii, la avispa de cola rubí, es una especie de avispa cuco, un insecto de la familia Chrysididae. Fue descrita por William Edward Shuckard en 1837. Según la Lista Roja Finlandesa, la especie está casi amenazada en Finlandia.

## Etimología
El nombre de la especie ruddii honra al entomólogo inglés George Thomas Rudd.

## Subespecie
Las subespecies incluyen:
- Chrysis ruddii brevimarginata Linsenmaier, 1959[4]
- Chrysis ruddii ruddii Shuckard, 1836

## Distribución
La especie se encuentra en parte de Europa (Gran Bretaña, Noruega, Suecia, Finlandia, Dinamarca, Países Bajos, Bélgica, Luxemburgo, Francia, Alemania, Suiza, Italia, Polonia, Hungría) y en Oriente Próximo.

## Hábitat
Esta especie se encuentra especialmente en prados secos, márgenes de bosques y acantilados rocosos expuestos al sol, a una altitud de más de 2000 metrow sobre el nivel del mar.

## Descripción
Chrysis ruddii puede alcanzar una longitud corporal de aproximadamente 7-10 milímetros. Estas avispas se caracterizan por una intensa coloración verde o azul, que abarca la cabeza, el mesosoma y la primera y segunda articulación de las antenas geniculadas (acodadas). En las hembras, a veces se observan zonas doradas. Esta especie presenta una larga pubescencia blanca, un pronoto amplio, un denso punteado en el metatórax y una coloración rojiza o bronceada en la cara ventral de las patas. El collar y el escutelo pueden ser cupreos. El abdomen presenta pequeñas punteados, especialmente en el segundo tergito gastral, con una coloración rosa carmín y un brillo cobrizo.
Esta especie es bastante similar y puede confundirse con Chrysis ignita, Chrysura hirsuta, Chrysis fulgida y Chrysis rutiliventris.

## Biología
Los adultos vuelan desde mediados de mayo hasta septiembre. Visitan principalmente Apiaceae, alimentándose del néctar líquido. Las larvas viven como parásitos de varias avispas excavadoras y alfareras (Eumenes unguiculata, Eumenes coarctata, Eumenes unguiculata, Eumenes infundibuliformis, Ancistrocerus parietum, Ancistrocerus oviventris, Ancistrocerus trinauriae, Odynerus spinipes, Odynerus reniformis, Osmia adunca, Osmia caementaria, Osmia spinolae, Osmia ravouxi y especies de Anthidium).